# Дворики (Калининградская область)
Дво́рики — посёлок в Зеленоградском муниципальном округе Калининградской области России.

## История
Основан в 1339 году. В 1947 году указом Президиума Верховного Совета РСФСР деревне Кляйн Диршкайм (нем. Klein Dirschkeim) присвоено наименование посёлок Дворики.

## Население
| 2002 | 2010 |
| ---- | ---- |
| 217  | ↘178 |

## Улицы
- ул. Молодёжная,
- ул. Пролетарская,
- ул. Строительная.